# كلية الهندسة - جامعه كاليفورنيا (بيركلي)
إحداثيات :  37°52′25.78″N 122°15′32.57″W
تعد كلية الهندسة واحدة من 14 كليه في جامعة كاليفورنيا (بركلي). تصنف الكلية بالمركز الثالث كأفضل كليات الهندسة على مستوى العالم بعد برامج الهندسة في معهد ماساتشوستس للتقنية وجامعة ستانفورد, بحسب U.S. News & World Report وتحتل كلية الهندسة في جامعة بيركلي مكانا ً مرموقا ً بين كليات الهندسة حول العالم. تم تأسيس الكلية في عام 1931م بعد دمج كلية الميكانيك مع كلية الهندسة المدنية، وقد تم بعد ذلك ضم كلية التعدين إلى كلية الهندسة في عام 1942م..
‌